# Костенко Ліна Василівна
Лі́на Васи́лівна Косте́нко (нар. 19 березня 1930, Ржищів, Київська округа, Українська РСР, СРСР) — українська поетеса-шістдесятниця, письменниця (історичний роман, твори для дітей), дисидентка. Лауреатка Шевченківської премії (1987), Премії Антоновичів (1989), кавалерка Ордену Почесного легіону (2022).
1967 року разом з Павлом Тичиною та Іваном Драчем номінована на Нобелівську премію з літератури.
У радянські часи брала активну участь у дисидентському русі, за що була надовго виключена з літературного процесу. Авторка поетичних збірок «Проміння землі» (1957), «Вітрила» (1958), «Мандрівки серця» (1961), «Над берегами вічної ріки» (1977), «Неповторність» (1980), «Сад нетанучих скульптур» (1987), роману у віршах «Маруся Чурай» (1979, Шевченківська премія 1987), поеми «Берестечко» (1999, 2010). 2010 року опублікувала перший прозовий роман «Записки українського самашедшого», що став одним із лідерів продажу серед українських книжок 2011 року.
Найвідоміші твори — «Берестечко» і «Маруся Чурай».
Почесний професор Києво-Могилянської академії, почесний доктор Львівського й Чернівецького університетів.
Відмовилася від звання Героя України. У сучасній українській традиції входить у перелік найвідоміших жінок давньої та сучасної України.

## Життєпис
Народилася 19 березня 1930 року в місті Ржищеві у вчительській родині Василя Григоровича й Зінаїди Юхимівни Костенків.
1936 року родина переїхала з Ржищева до Києва. Від 1937 до 1941 рр. навчалася в школі № 100, що містилася в робітничому селищі на Трухановому острові, де на той час жила родина. Школу спалили 1943 року разом з усім селищем. Цьому Ліна Костенко присвятила вірш «Я виросла у Київській Венеції».

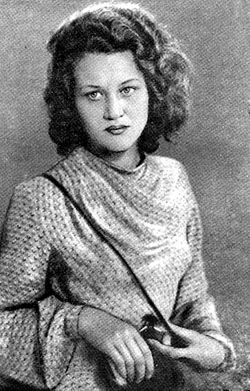
Ліна Костенко в 1948 році у віці 18 років

Потім навчалась у середній школі № 123 на Куренівці. 1945 року школу відвідав нарком освіти УРСР П. Г. Тичина, якому учениця подарувала свою рукописну збірку. Перший вірш Ліни опубліковано в дитячій газеті «Зірка» (1946). По закінченні школи навчалася в Київському педагогічному інституті, а згодом — у Московському літературному інституті ім. Горького, який закінчила 1956 року.
У шлюбі з інститутським однокурсником, польським письменником Єжи-Яном Пахльовським 18 вересня 1956 року народила доньку Оксану (українська письменниця та культуролог, професор, викладає українську в Римському університеті ла Сап'єнца). Удруге одружилася з українським кінознавцем Василем Цвіркуновим, керівником Київської кіностудії імені Довженка в 1960-х. 28 травня 1969 року народила сина Василя, який став програмістом і зараз живе та працює в Каліфорнії (США).

## Діяльність

### Шістдесятниця
Ліна Костенко була однією з перших і найпримітніших у плеяді молодих українських поетів, що виступили на межі 1950—1960-х років. Період так званих шістдесятників створив новітні стилі в українській літературі, змусив творити щось нове, атипове, авангардне, але, як і завше, безжальне та максимально критичне щодо влади й тодішнього режиму.
Збірки віршів Костенко «Проміння землі» (1957) і «Вітрила» (1958) викликали інтерес аудиторії й критики, а збірка «Мандрівки серця» (1961) закріпила успіх і засвідчила творчу зрілість поетеси, поставивши її ім'я поміж визначних майстрів української поезії.
На початку 1960-х брала участь у літературних вечорах київського Клубу творчої молоді. Починаючи з 1961 року, її критикують за «аполітичність», знято з плану знімання фільм за сценарієм Костенко «Дорогою вітрів».
8 квітня 1963 року на ідеологічній нараді секретар ЦК КПУ з ідеології Андрія Скаба заявив: «Формалістичні викрутаси зі словом неминуче призводять до викривлення і затемнення ідейно-художнього змісту твору. А що справа саме така, свідчать деякі твори молодих поетів Миколи Вінграновського, Івана Драча, Л. Костенко». Це був сигнал до погрому покоління шістдесятників.
1963 — зняли з друку книжку віршів Костенко «Зоряний інтеґрал», книжку «Княжа гора» зняли з верстки.
У ці роки вірші Ліни Костенко публікували журнали в Чехословаччині, газети в Польщі, і лише зрідка — в Україні. Її вірші ходили в «самвидаві».
У 1965 році Костенко підписала лист-протест проти арештів української інтелігенції. Була присутня на суді над Михайлом Осадчим і Мирославою Зваричевською у Львові. Під час суду над братами Горинями кинула їм квіти. Разом з Іваном Драчем звернулася до редакції журналу «Жовтень» (нині «Дзвін») і до львівських письменників з пропозицією виступити на захист заарештованих. Письменники не зважилися на протест, але подали в суд клопотання з проханням передати на поруки Богдана Гориня як наймолодшого з арештованих. Ці зусилля не вплинули на перебіг судів, але мали величезне моральне значення.
У травні 1966 року в Спілці письменників України, де таврували «націоналістичних відщепенців», частина молоді влаштувала овацію Ліні Костенко, яка відстоювала свої позиції і захищала Івана Світличного, Опанаса Заливаху, Михайла Косіва і Богдана Гориня.
У 1968 написала листи на захист В'ячеслава Чорновола у відповідь на наклеп на нього в газеті «Літературна Україна». Після цього ім'я Ліни Костенко радянська преса довгі роки не згадувала. Мисткиня працювала «в шухляду».
1973 — потрапила до «чорних списків», складених секретарем ЦК КПУ з ідеології Валентином Маланчуком. Лише 1977 року, після відходу Маланчука, вийшла збірка віршів «Над берегами вічної ріки», а 1979-го, за спеціальною постановою Президії СПУ, — історичний роман у віршах «Маруся Чурай», що пролежав без руху 6 років. За нього поетеса 1987 року удостоєна Державної премії УРСР імені Тараса Шевченка.
Перу Костенко також належать збірки поезій «Неповторність» (1980) і «Сад нетанучих скульптур» (1987), збірка віршів для дітей «Бузиновий цар» (1987).

### Нове століття
Поема «Берестечко» з ілюстраціями Георгія Якутовича, видана видавництвом «Либідь» (2010), мала загальний тираж 14 тис. примірників, а збірка «Гіацинтове сонце», впорядкована Ольгою Богомолець, розійшлася тиражем 5 тис. примірників. На додруковування додаткового тиражу, за словами директорки видавництва Олени Бойко, упорядниця згоди не дала.
2010 року вийшов перший роман Костенко — «Записки українського самашедшого». Твір викликав ажіотаж і тимчасовий дефіцит у книгарнях, що призвело до появи піратських передруків. Станом на червень 2011 року загальний офіційний наклад роману становив 80 тисяч.
У січні 2011 року Костенко вирушила в тур-презентацію першого роману. Презентації відбулися в Києві, Рівному та Харкові, усюди були аншлаги, проте не всі охочі змогли туди потрапити, оскільки вже не було місця у залах. Але 9 лютого письменниця перервала тур.
|  | Каталізатором такого рішення письменниці стали провокативні інсинуації деяких львівських письменників, журналістів та діячів театру — написано в офіційній заяві видавництва «А-ба-ба-га-ла-ма-га» |

Зустрічі Костенко з читачами Кривого Рогу та Острога були відкладені на невизначений термін, а львівські зустрічі — скасовані.
У лютому 2011 року вийшла поетична збірка Ліни Костенко «Річка Геракліта», куди ввійшли раніше написані вірші та 50 нових поезій, а через рік, у 2012 році, у видавництві «А-ба-ба-га-ла-ма-га» вийшла поетична збірка «Триста поезій. Вибране».
9 квітня 2012 року, у день народження Шарля Бодлера, відбулася презентація монографії про Ліну Костенко «Є поети для епох» авторства Івана Дзюби. Книга надрукована видавництвом «Либідь».
У липні 2018 року Ліна Костенко підтримала відкритий лист українських діячів культури до ув'язненого в Росії українського режисера Олега Сенцова.

## Відзнаки
- Почесна професорка Національного університету «Києво-Могилянська академія».
- Почесна докторка Львівського національного університету.
- Почесна докторка Чернівецького національного університету (2002).
- Лауреатка Державної премії ім. Тараса Шевченка (1987, за роман «Маруся Чурай» і збірку «Неповторність»).
- Лауреатка Премії Антоновичів (1989, за «Сад нетанучих скульптур»).
- Лауреатка Міжнародної літературно-мистецької премії ім. О. Теліги (2000).
- Нагороджена Почесною відзнакою Президента України (1992) і орденом князя Ярослава Мудрого V ступеня (березень 2000).
- Відмовилася від звання Героя України, відповівши: «Політичної біжутерії не ношу!»[8].
- Відзнака «Золотий письменник України», 2012[32].
- У листопаді 2013 року УГКЦ нагородила Ліну Костенко, Шимона Редлиха та Зеновію Кушпету третьою щорічною відзнакою імені блаженного священномученика Омеляна Ковча.
- У 2015 році малу планету Сонячної системи № 290127 названо Лінакостенко.
- 14 липня 2022 року була нагороджена Орденом Почесного Легіону[33]
- 8 травня 2024 року була нагороджена званням «Почесний громадянин Києва»[34].
- 2025 — премія та медаль імені Митрополита Андрея Шептицького[35]

## Вшанування
У частині населених пунктів України є вулиця Ліни Костенко.
8 травня 2024 року рішенням Київради Ліну Костенко і Валерія Залужного визнано почесними громадянами міста. Як написав міський голова Києва Віталій Кличко,

| Ліна Василівна протягом багатьох років уособлює незламність та вільну й талановиту душу українців. Дух свободи та сміливості! |
19 березня 2025 року у Національному академічному українському драматичному театрі ім. Марії Заньковецької встановлено погруддя Ліни Костенко, автором якого є Ярослав Мотика, відомий львівський митець.
Вірш-присвята поета Сергія Губерначука «Вічно сьогодні жива» (2008).

## Переклади
Твори Костенко перекладено англійською, польською, білоруською, естонською, ерзянською, італійською, німецькою, словацькою, французькою мовами й есперанто. Зокрема, її вірші перекладали польською Флоріан Неуважний та Лешек Енгелькінг.
Сама ж поетеса перекладала чеську й польську поезію. Письменниця-емігрантка Наталя Лівицька-Холодна захоплювалася творчістю Ліни Костенко та присвятила їй три вірші.

### Список видань (хронологічно)
- «Проміння землі» (1957)
- «Вітрила» (1958)
- «Мандрівки серця» (1961)
- «Зоряний інтеграл» (1963, набір «розсипано»)[42]
- «Княжа гора» (1972, збірка не вийшла через заборону з боку радянської цензури)[42]
- «Над берегами вічної ріки» (1977)
- «Маруся Чурай» (1979, перевидання 1982, 1990)
- «Неповторність» (1980)
- «Сад нетанучих скульптур» (1987)
- «Бузиновий цар» (1987) — для дітей
- «Вибране» (1987)
- «Інкрустації» (1994, видання італійською мовою, відзначене премією Петрарки)
- «Берестечко» (Київ: Український письменник, 1999, перевидання 2007, 2010)
- «Гуманітарна аура нації, або Дефект головного дзеркала», лекція в Києво-могилянській академії (Київ: Видавничий дім НаУКМА, 1999)
- «Гіацинтове сонце» (Київ: Либідь, 2010, вибране)
- «Записки українського самашедшого» (Київ: А-ба-ба-га-ла-ма-га, 2010)
- «Річка Геракліта» (Київ: Либідь, 2011, вибране, а також нові вірші)
- «Мадонна перехресть» (Київ: Либідь, 2011, нові, а також раніше не друковані поезії різних років)
- «Триста поезій. Вибрані вірші» (Київ: А-ба-ба-га-ла-ма-га, 2012)

### Список видань (за типом)

#### Романи
- «Маруся Чурай»: роман у віршах (Радянський письменник, 1979)
- «Берестечко»: роман у віршах (Український письменник, 1999 ISBN 978-966-579-055-2) (завантажити)
- «Записки українського самашедшого» (Київ, А-ба-ба-га-ла-ма-га, 2010 ISBN 978-966-7047-88-7)[43]

#### Поеми
- Дума про братів Неазовських
- Скіфська одіссея
- Сніг у Флоренції

#### Поезії
- «Вже почалось, мабуть, майбутнє…»
- Віяло мадам Полетики
- «Життя іде, і все без коректур…»
- Крила
- «На конвертики хат літо клеїть віконця, як марки…»
- «Моя любове! Я перед тобою…»
- «Мій перший вірш написаний в окопі…»
- «Очима ти сказав мені: люблю…»
- Пастораль ХХ сторіччя
- Пелюстки старовинного романсу
- Пісенька з варіаціями
- «Послухаю цей дощ. Підкрався і шумить…»
- «Розкажу тобі думку таємну…»
- Світлий сонет
- «Старенька жінко, Магдо чи Луїзо!..»
- «Тут обелісків ціла рота…»
- Українське Альфреско
- «Умирають майстри…»
- «Хай буде легко. Дотиком пера…»
- «Чекаю дня, коли тобі скажу…»

### Кіносценарії
- «Перевірте свої годинники» (1963, спільно з А. Добровольським) — про українських поетів, загиблих під час Другої світової війни. Фільм знятий 1964 року, але на екрани не вийшов. Він був так перероблений під назвою «Хто повернеться — долюбить», що Л. Костенко відмовилася від авторства[21].

### Публіцистика
- Гуманітарна аура нації, або Дефект головного дзеркала / Вступне слово Богдана Якимовича / Львів: Видавничий центр ЛНУ ім. І. Франка, 2001. — 52 с. (Серія «Дрібненька бібліотека», ч. 3) / Виступ у Національному університеті «Києво-Могилянська академія», вступна лекція перед студентами і викладачами 1 вересня 1999 року / Джерело: Наукові записки. Том 17. Філологія, стор. 3-10 / Національний університет «Києво-Могилянська академія», 1999 / Перша публікація у Інтернеті: Українське життя в Севастополі

## Театральні постанови за творами
29 січня 1981 року відбулася прем'єра вистави за «Марусею Чурай» у виконанні акторки Ніли Крюкової та бандуристки Галі Менкуш. У день прем'єри виставу перенесли з Української республіканської філармонії до клубу заводу «Арсенал». Народна артистка України Ніла Крюкова згадує:
Після концерту Ліна Костенко викликала у фоє директора філармонії Аркадія Лобанова: «Поверніться до світла. Хочу бачити: ви людина чи провокатор?» і заліпила йому три ляпаси: «За „Марусю“, за Нілу і за себе!».
Театр «Post Scriptum» випустив три вистави за творами Костенко:
- «Горохове плем'я», поетична вистава за поезіями Ліни Костенко та Олени Теліги;
- «Циганська Муза», драматична поема, прем'єра вистави відбулася 15 березня 2010 року;
- «Сніг у Флоренції», поетична драма, прем'єра відбулася 9 вересня 2018 року[45].

9 лютого 2018 року Київський національний академічний театр оперети дебютував із постановкою поетичної драми «Маруся Чурай», над якою працював колектив театру спільно з режисером-постановником Сергієм Павлюком. Ідея поставити «Марусю Чурай» задовго до прем'єри з'явилася у гендиректора і художнього керівника Національної оперети Богдана Струтинського, який свою творчу діяльність починав із постановки творів Ліни Костенко.

## Екранізації
- У фільмі кіностудії імені Довженка «Метелик» (2012) звучить вірш Ліни Костенко «Хуртовини»[47].

## Виноски
1. ↑  FemBio database
2. ↑  The Fine Art Archive — 2003.
3. 1 2 3  Чеська національна авторитетна база даних
4. ↑  Костенко Ліна Василівна. LB.ua. Процитовано 13 листопада 2024.
5. ↑  Тичина, Драч, Костенко… Кого номінували на Нобелівську премію з літератури 1967 року?. Видавництво Старого Лева (ua) . Процитовано 16 липня 2022.
6. ↑  Перелік номінантів на премію 1967 року (PDF). Архів оригіналу (PDF) за 20 серпня 2018. Процитовано 11 серпня 2019.
7. ↑  10 найуспішніших книжок: Шантарам VS Самашедший. Українська правда: Життя. 14 вересня 2011. Архів оригіналу за 26 січня 2023. Процитовано 19 лютого 2023.
8. 1 2  Ліна Костенко [Архівовано 9 березня 2016 у Wayback Machine.], school-library.com.ua
9. ↑  19 березня — 85 років від дня народження Ліни Василівни Костенко (1930), української письменниці-шістдесятниці, поетеси. Архів оригіналу за 28 квітня 2015. Процитовано 28 лютого 2016.
10. ↑  Найвідоміші жінки давньої та сучасної України. Архів оригіналу за 3 вересня 2017. Процитовано 2 вересня 2017.
11. ↑  Акторка Емма Томпсон продекламувала вірш Ліни Костенко «Крила». 19.03.2024, 23:03
12. ↑  Історія романо-германської гімназії № 123. Архів оригіналу за 7 серпня 2018. Процитовано 7 серпня 2018.
13. ↑  Ліна Костенко відзначає своє 85-ліття. Архів оригіналу за 7 серпня 2018. Процитовано 7 серпня 2018.
14. ↑  Загорулько Р. (19.03.2020). Ліна Василівна Костенко (1930). ЦДАМЛМ України.
15. ↑  Руденко В. «Твоїх очей магічна ніжність». Бібліотека Університету "Україна".
16. ↑  Костенко — жінка, яка вміє казати «ні»[недоступне посилання з липня 2019] — Повага, 22 січня 2016
17. ↑  Станіслав Бондаренко. Ліна Костенко: поет і сталкер в одній особі. The Ukrainians, Volume 3/2002. Архів оригіналу за 6 грудня 2010. Процитовано 26 грудня 2010.
18. ↑  19 березня Ліна Костенко відзначає свій ювілей [Архівовано 24 лютого 2014 у Wayback Machine.] // Радіо Свобода. — 2010. — 19 березня.
19. ↑  Чоловіки Ліни Костенко: ким вони були та що відомо про дітей поетеси. РБК-Украина (укр.). Процитовано 1 квітня 2025.
20. ↑  konkurent, 2024, У другому шлюбі поетеси, 28 травня 1969 року народився син Василь Цвіркунов-молодший. Він працює програмістом і живе з сім'єю в США..
21. 1 2  Ліна Костенко. Біографія. Архів оригіналу за 14 квітня 2010. Процитовано 26 грудня 2010.
22. 1 2  Валентина Клименко. Гіркий «миколайчик» від Ліни Костенко // Україна молода, № 238, 21.12.2010. Архів оригіналу за 23 травня 2011. Процитовано 26 грудня 2010.
23. ↑  Людмила Яновська. Настав час не нидіти // Урядовий кур'єр, № 239, 21.12.2010[недоступне посилання з квітня 2019]
24. ↑  За що Ліна Костенко образилася на Львів?. BBC News. 11 лютого 2011. Архів оригіналу за 15 лютого 2011. Процитовано 3 червня 2021.
25. ↑  «Українські народні казки» — одна з найбільш багатотиражних національних книг//УНІАН. Архів оригіналу за 9 листопада 2013. Процитовано 14 грудня 2012.
26. ↑  Ліна Костенко відправляється у тур по Україні. Архів оригіналу за 28 січня 2011. Процитовано 10 лютого 2011.
27. ↑  Ліна Костенко зібрала черговий аншлаг у Харкові. Архів оригіналу за 10 лютого 2011. Процитовано 10 лютого 2011.
28. ↑  Ліна Костенко перервала свій тур по Україні — «через інсинуації». Архів оригіналу за 12 лютого 2011. Процитовано 10 лютого 2011.
29. ↑  А-ба-ба-га-ла-ма-га: Ліна Костенко перервала свій всеукраїнський тур. Архів оригіналу за 27 квітня 2022. Процитовано 21 червня 2022.
30. ↑  Ліна Костенко: Мені дуже шкода, що я мала рацію. Архів оригіналу за 20 липня 2012. Процитовано 14 грудня 2012.
31. ↑  Звертаюсь до всіх моїх друзів. Facebook. Boris Yeghiazaryan. 24 липня 2018. Архів оригіналу за 25 липня 2018. Процитовано 7 листопада 2021.
32. ↑  Золоті письменники України. Нагороджені. Архів оригіналу за 31 серпня 2016. Процитовано 25 листопада 2012.
33. ↑  Ліна Костенко отримала найвищу нагороду Франції (фото)
34. ↑  Кличко нагородив Залужного і Ліну Костенко званням \"Почесний громадянин Києва\". www.pravda.com.ua. Процитовано 23 липня 2024.
35. ↑  Ліна Костенко та Бернар-Анрі Леві стали лауреатами премії імені Митрополита Шептицького. РБК-Украина (укр.). Процитовано 21 травня 2025.
36. ↑  Ліна Костенко та Валерій Залужний отримали звання «Почесний громадянин Києва». // Автор: Таміла Баранівська. 08.05.2024, 16:05
37. ↑  Залужному й Костенко присвоїли звання почесних громадян Києва, — Кличко, сайт Цензор.нет, 08.05.2024 року.
38. ↑  Віталій Кличко, 8 травня 2024 року.
39. ↑  Анна Ткач (19 березня 2025). У Львові зʼявилося погруддя Ліни Костенко (фото, відео). Процитовано 20 березня 2025.
40. ↑  «Вічно сьогодні жива» (збірка «Усім тобі завдячую, Любове…» Сергій Губерначук, 2018)
41. ↑  Syreś Boläeń. Ĺina Kostenko erźaks! Jutavtija (ерзянською) . Syreś Boläeń. Архів оригіналу за 20 листопада 2020. Процитовано 01.11.2020.
42. 1 2  Володимир Панченко. Богдан Хмельницький. Катарсис: післямова до історичного роману Ліни Костенко «Берестечко»; передрук // День, 19.03.2010. Архів оригіналу за 3 грудня 2013. Процитовано 6 травня 2013.
43. ↑  Ліна Костенко презентувала нову книжку — прозовий роман «Записки українського самашедшого» (Укрінформ). Архів оригіналу за 9 січня 2011. Процитовано 26 грудня 2010.
44. ↑  «Поверніться до світла. Хочу бачити: ви людина чи провокатор?» [Архівовано 17 листопада 2017 у Wayback Machine.] 12 спогадів актриси Ніли Крюкової // gazeta.ua, Вівторок, 12 листопада 2013 15:34
45. ↑  «СНІГ У ФЛОРЕНЦІЇ» — 22 вересня. Театр «Post Scriptum». Архів оригіналу за 25 жовтня 2019. Процитовано 25 жовтня 2019.
46. ↑  Прес-конференція з нагоди прем’єри поетичної драми «Маруся Чурай» за Ліною Костенко. Київські театри - Театр оперети в києві, Київський національний академічний театр оперети (рос.). 1 лютого 2018. Архів оригіналу за 21 березня 2020. Процитовано 21 березня 2020.
47. ↑  Епізод фільму «Метелик» (2012). YouTube-канал Держкіно України. Процитовано 18 квітня 2021.

### Інтерв'ю та виступи
- Ліна Костенко: життя іде і все без коректур… 85
- Ліна Костенко: На сьогодні у нас сформоване громадянське суспільство [Архівовано 7 червня 2008 у Wayback Machine.]
- Ліна Костенко: «Виколупую з-під льоду свій народ»
- Ліна Костенко: Настав наш День Гніву // Українська правда. Життя, 1.02.2011 [Архівовано 6 лютого 2011 у Wayback Machine.]
- Ліна Костенко: «Я повертаюсь. Я вже не буду стояти осторонь» // Український тиждень, 25.12.2010 [Архівовано 14 грудня 2011 у Wayback Machine.]
- Ліна Костенко про цунамі брехні, що накрило Україну, аборигенів атомних резервацій та про свої чорнобильські повісті // Український тиждень, 8.06.2011 [Архівовано 13 червня 2011 у Wayback Machine.]
- Равнєніє на трибуну. Опис фантасмагоричного параду до 20-річчя незалежності України [Архівовано 27 серпня 2011 у Wayback Machine.]

### Про Ліну Костенко

#### 2004—2008
- Дмитро Дроздовський. «Поезія Ліни Костенко в часах перехідних і вічних, або післямова до круглого столу» // Дзеркало тижня, № 27 (555), 16.07.2005
- Юрій Андрухович. Абсолютний слух // Дзеркало тижня, № 10 (538), 19.03.2005
- Моя Ліна Костенко [Архівовано 5 березня 2010 у Wayback Machine.] // День, № 50, 19.03.2008
- Дмитро Дроздовський. Камертон поезії Ліни Костенко [Архівовано 3 червня 2015 у Wayback Machine.] // Поетичні майстерні, 2006-03-18 21:31:05
- Група Ліни Костенко в соціальній мережі Вконтакте
- «Я вибрала… долю, а не вірші». Ліні Костенко — 75 // Ніна Банківська, Анатолій Яковець. Дзеркало тижня, № 10 (538), 19.03.2005
- Володимир Панченко. Самотність на верхів'ях. Поезія Ліни Костенко в часи «відлиги» і «заморозків» [Архівовано 11 березня 2011 у Wayback Machine.] // День, № 133, 30.07.2004

#### 2010
- Идти за временем, как за плугом… / Виталий Крикуненко, заместитель директора Библиотеки украинской литературы // Артюх Владимир [Архівовано 2 серпня 2020 у Wayback Machine.], Литературная газета № 11 (6266), 24-03-2010 [Архівовано 2 серпня 2020 у Wayback Machine.], Совместный проект Евразийская муза
- Ліна, принцеса воїнів [Архівовано 5 березня 2016 у Wayback Machine.] // Валентина Клименко. Україна молода, 19.03.2010
- Її звитяга зветься «Берестечком» [Архівовано 5 березня 2016 у Wayback Machine.] // Україна молода, 19.03.2010

#### 2023
- Матір слова // Український кризовий медіа-центр, 20.03.2023

#### Сім'я
- konkurent (2024). "Грішниця я. Полюбила чужого": що відомо про чоловіків та особисте життя Ліни Костенко. // gazeta.ua, 19 березня 2024 12:59
- Ліна Костенко про Василя Цвіркунова_ «Я зустріла Людину, якої чекала моя душа. Я його зразу впізнала…» //«Волинь» — незалежна громадсько–політична газета, 11.05.2020
- Василь Цвіркунов. Ганна Черкаська. Краєзнавець, вчитель, журналіст.

#### Інше
- Сайт-присвята Ліні Костенко
- Євгенія Кононенко. Heroine or bad girl? частина 1 [Архівовано 30 січня 2015 у Wayback Machine.], частина 2 [Архівовано 13 березня 2016 у Wayback Machine.], частина 3 [Архівовано 4 березня 2016 у Wayback Machine.]
- З книжки «Річка Геракліта». «У часи нуклідів» [Архівовано 14 грудня 2011 у Wayback Machine.] // Український тиждень
- Київ. Енциклопедія. / В. Г. Абліцов. — К.: Видавництво «Фенікс». 2016. — 288 с.
- Ліна Костенко. Поетеса епохи [Архівовано 10 грудня 2018 у Wayback Machine.] // Анна Шестак, для УП, 10 грудня 2018
- Юрій Бондаренко. Людина — центр історії в романі Ліни Костенко «Берестечко» (до проблеми формування історичної свідомості школярів) // Урок української. — 2004. — № 11-12. — С.26-30.
- Сад танучих скульптур